# Spöket får guldfeber
Spöket får guldfeber är den tolfte boken i den fristående Arvo, killen från framtiden-serien. Boken är skriven av Thea Oljelund 1980. Den utgavs av B. Wahlströms bokförlag. Omslaget ritades av Rolf Emne.